# Rikard Nilsson
Rikard Nilsson (Vänersborg, 24 maggio 1983) è un allenatore di calcio ed ex calciatore svedese, di ruolo centrocampista.

## Carriera

### Club
Nilsson ha vestito le maglie di Boden, Trollhättan e poi quella dei norvegesi del Lyn Oslo. Ha esordito nell'Eliteserien il 3 maggio 2009, quando ha sostituito Indriði Sigurðsson nel pareggio a reti inviolate sul campo dello Stabæk. A fine stagione, il Lyn è retrocesso in 1. divisjon e successivamente ha dichiarato la bancarotta, così Nilsson – assieme a tutti i suoi compagni – si è ritrovato svincolato.
È tornato allora in patria, per militare nelle file del Ljungskile. A luglio 2013, si è trasferito al Gauthiod. L'11 dicembre 2013 ha firmato per il Levanger. Ha contribuito alla promozione in 1. divisjon arrivata al termine del campionato 2014. Il 29 novembre 2015 ha rinnovato il contratto che lo legava al club per altre due stagioni.
Il 12 dicembre 2016 ha fatto ufficialmente ritorno al Gauthiod, a partire dal 1º gennaio 2017.